# 萨姆·文森特
詹姆斯·萨缪尔·“萨姆”·文森特（英語：James Samuel "Sam" Vincent，1963年5月18日—），生于密歇根州首府兰辛，美国前职业篮球运动员和教练。

## 早年生涯
文森特在1981年获得首次颁发的密歇根州篮球先生的称号，他高中时期在兰辛的东部高中打球。身高188公分的文森特司职控球后卫，追随着大哥杰伊·文森特的脚步他进入密歇根州立大学打球，在1985年入选了体育新闻杂志评选出来的全美大学最佳阵容的荣誉。

## NBA球员生涯
大学毕业后，他在1985年NBA选秀中第一轮第20顺位被波士顿凯尔特人队选中，他在凯尔特人队效力了两个赛季。在1986年作为替补球员赢得了一枚NBA总冠军戒指，随后他加盟了西雅图超音速队，球队很快又将其交换去了芝加哥公牛队以换取瑟达拉·特莱特（Sedale Threatt）。在公牛队稳定的发挥一个半赛季后他在1989年的NBA扩展选秀中被NBA新军奥兰多魔术队选中，1991-92赛季后他在魔术队正式退役。

## 教练生涯
退役后的文森特立即在华特·迪士尼世界的体育版块工作。在1990年代他在南非开始了执教工作，随后他先后在希腊、荷兰、尼日利亚和美国国家篮球发展联盟。希腊奥运会期间他执教尼日利亚国家女子篮球队在小组赛中68-64击败韩国队，这是非洲球队在奥运会女篮赛场上获得的首场胜利。
2005-06赛季，文森特执教NBDL的沃斯堡飞翔队。随后很快入主尼日利亚国家男子篮球队参加2006年世界男子篮球锦标赛，在赛事中带领尼日利亚队打入第二轮淘汰赛阶段比赛，其中包括在小组赛中掀翻前世界篮球霸主塞尔维亚和黑山。大赛之后他被达拉斯小牛队雇为球队助理教练。
2007年5月25日他成为NBA联盟球队夏洛特山猫的主教练。
在今年夏天菲爾·福特加入教練組，而從沿海卡羅來納州聘請巴茲·彼得森，.成為球員人事主管另一位置被填補。在2007年的選秀大會上，山貓隊的第八順位選到布蘭登·賴特;他隨後被交易到金州勇士，其中包括傑森·理查德森被送到夏洛特山貓。山貓無法利用休賽期的動作，不過，有一個令人失望的32勝50拜戰績結束2007-08賽季。該團隊，有信心在賽季將與它的第一個季后賽結束了，掙扎之中的球員與教練發生衝突的傳聞。僅持續了一年，他在其中與人事決定，2008年4月26日被解僱了。

## 執教數據
| 隊伍 | 賽季    | 常規賽 | 常規賽 | 常規賽 | 常規賽 | 常規賽         | 季後賽 |
| 隊伍 | 賽季    | 比賽   | 勝     | 負     | 勝率   | 完成           | 季後賽 |
| ---- | ------- | ------ | ------ | ------ | ------ | -------------- | ------ |
| CHA  | 2007-08 | 82     | 32     | 50     | .390   | 東南賽區第四名 | 未進入 |